# 秋田県道62号秋田北野田線
秋田県道62号秋田北野田線（あきたけんどう62ごう あきたきたのだせん）は、秋田県秋田市を通る県道（主要地方道）である。

## 概要
秋田県道26号秋田停車場線の山王十字路方向から旭北出入口に直通し、秋田駅の地下を秋田中央道路（自動車専用道路）で横断して、秋田自動車道 秋田中央ICへ直結する。なお、秋田中央ICでは、下り線（和田駅方面）・上り線（秋田駅方面）双方の出入口とも本線がそのままICへつながっており、県道はICの外側を回り込むように側道を通る。
秋田中央ICを過ぎると南東方向へ進路を変え、秋田自動車道を立体交差したあと、河辺北野田高屋地区を通り、和田駅入口で国道13号に合流する。中央公園入口交差点で国道13号から分岐し、再び秋田自動車道と立体交差したのち、岩見川を渡り終点に至る。終点では秋田県道61号秋田御所野雄和線・秋田空港方面に連続する。

### 路線データ
- 総延長 : 18.729 km[2]
- 実延長 : 18.202 km[2]
- 起点 : 秋田県秋田市旭北栄町528番地先（旭北出入口・秋田県道26号秋田停車場線上）[3]
- 終点 : 秋田県秋田市河辺戸島字七曲下15番1（七曲下交差点・秋田県道61号秋田御所野雄和線交点）[3]
- 未供用区間 : なし[2]

## 歴史
- 1993年（平成 5年） 5月11日 - 建設省から、県道和田秋田線・県道河辺雄和線の一部が秋田北野田線として主要地方道に指定される[4]。
- 1994年（平成 6年）4月1日 - 秋田県道に認定される[3]。
- 2003年（平成15年）5月30日 - 秋田市手形字西谷地403番地先（秋田中央道路接続点）から字中谷地326番まで供用開始した[5]。
- 2007年（平成19年）9月15日 - 秋田中央道路が開通し、起点の位置が秋田市広面字谷地田17番1地先から秋田市旭北栄町528番地になる[6]。
- 2023年（令和 5年）7月15日 より31日- 大雨の影響により、秋田中央道路が冠水。通行止め[7]

## 路線状況

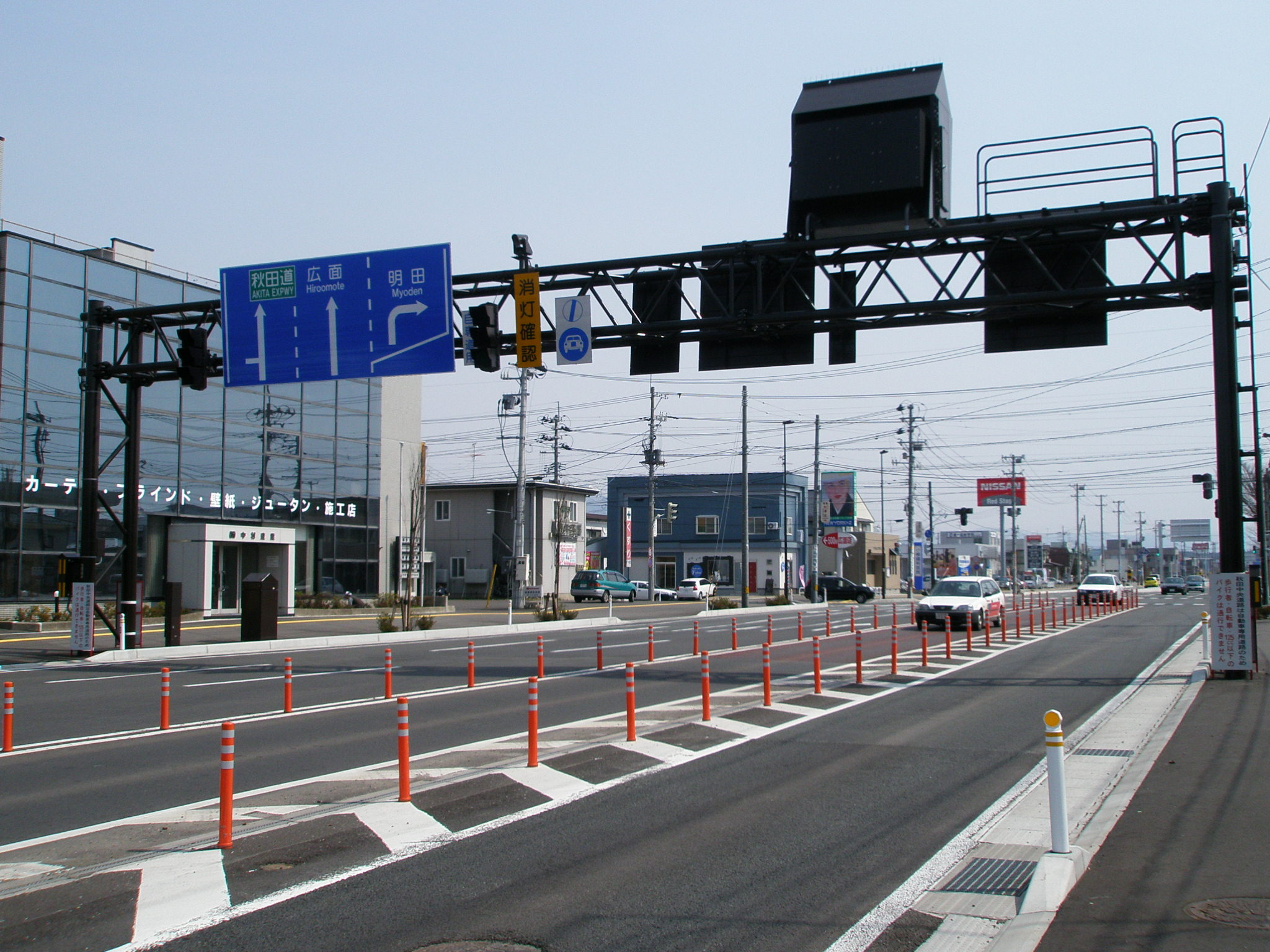
秋田市東通、秋田中央道路駅東出口付近にて

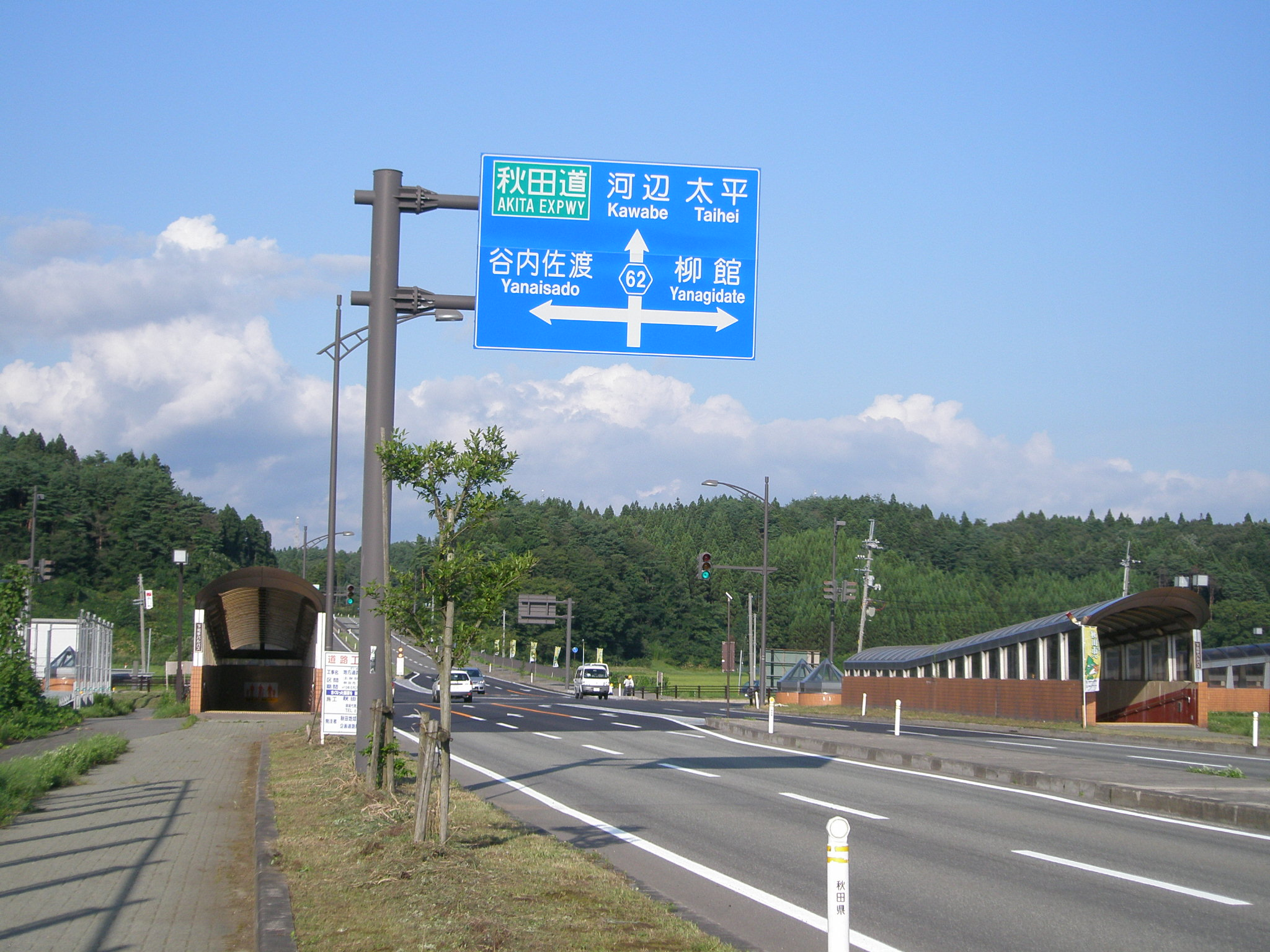
秋田市下北手にて。画面手前方向から奥へ直進すると秋田自動車道秋田中央ICへと向かう。

秋田中央道路のトンネル区間のうち、起点から秋田駅（地下）まではほぼ秋田県道26号秋田停車場線の地下部分をトンネルで通る。

### 都市計画道路
以下の都市計画道路と路線が一部重複する。
- 秋田中央道路
- 秋田駅東中央線

### 重複区間
- 国道13号・国道46号（秋田市河辺北野田高屋・地内〈和田駅入口交差点 - 県立中央公園入口交差点〉）約500メートル[2]

### 冬期閉鎖区間
- なし[8]。

### 交通不能区間
- なし[9][注釈 2]。
- 期日指定通行止め区間 : 秋田中央道路区間（竿灯期間中の毎年8月3日 - 6日の18 - 21時30分）[10]

### 道路施設
- 秋田中央IC - 秋田自動車道
- 戸島大橋（岩見川）

## 地理
- 岩見川

### 交差する道路
| 施設名                          | 接続路線名                                           | 備考                               | 所在地                                                      |
| ------------------------------- | ---------------------------------------------------- | ---------------------------------- | ----------------------------------------------------------- |
| 旭北出入口 （山王十字路交差点） | 秋田県道26号秋田停車場線 （秋田県道56号秋田天王線）  | 起点 山王十字路方向への接続        | 秋田市旭北栄町 （秋田市旭北錦町）                           |
| TN                              | 〈秋田中央道路〉                                     |                                    | 秋田市                                                      |
| 城東十字路                      | 秋田県道41号秋田昭和線                               |                                    | 秋田市広面字樋ノ沖北緯39度43分4秒 東経140度8分54.59秒       |
| 秋田中央IC                      | E7 秋田自動車道                                      |                                    | 秋田市下北手柳館北緯39度43分16.16秒 東経140度10分27.56秒    |
|                                 | 秋田中央広域農道                                     |                                    | 秋田市下北手宝川北緯39度42分51.9秒 東経140度11分33.1秒      |
|                                 | 秋田中央広域農道                                     |                                    | 秋田市河辺北野田高屋北緯39度41分27.2秒 東経140度13分31.6秒  |
| 和田駅入口交差点                | 国道13号 （=国道46号重複） 秋田県道175号和田停車場線 | 県道175号終点                      | 秋田市河辺北野田高屋北緯39度39分16.24秒 東経140度13分5.31秒 |
| 中央公園入口交差点              | 国道13号 （=国道46号重複）                           |                                    | 秋田市河辺北野田高屋北緯39度39分16.2秒 東経140度12分38.0秒  |
| 戸島大橋                        | 〈岩見川〉                                           |                                    | 秋田市河辺戸島字七曲下                                      |
| 七曲下交差点                    | 秋田県道61号秋田御所野雄和線                         | 終点 県道61号・ 秋田空港方面へ連続 | 秋田市河辺戸島字七曲下                                      |

### 沿線の施設など
- JR東日本 奥羽本線 秋田駅
- ノースアジア大学
- 秋田栄養短期大学
- ノースアジア大学明桜高等学校
- JR東日本 奥羽本線 和田駅